# 民主改革連合
民主改革連合（みんしゅかいかくれんごう、英語：Democratic Reform Party）は、かつて存在した日本の政党及び院内会派である。略称は民改連（みんかいれん）。

## 歴史

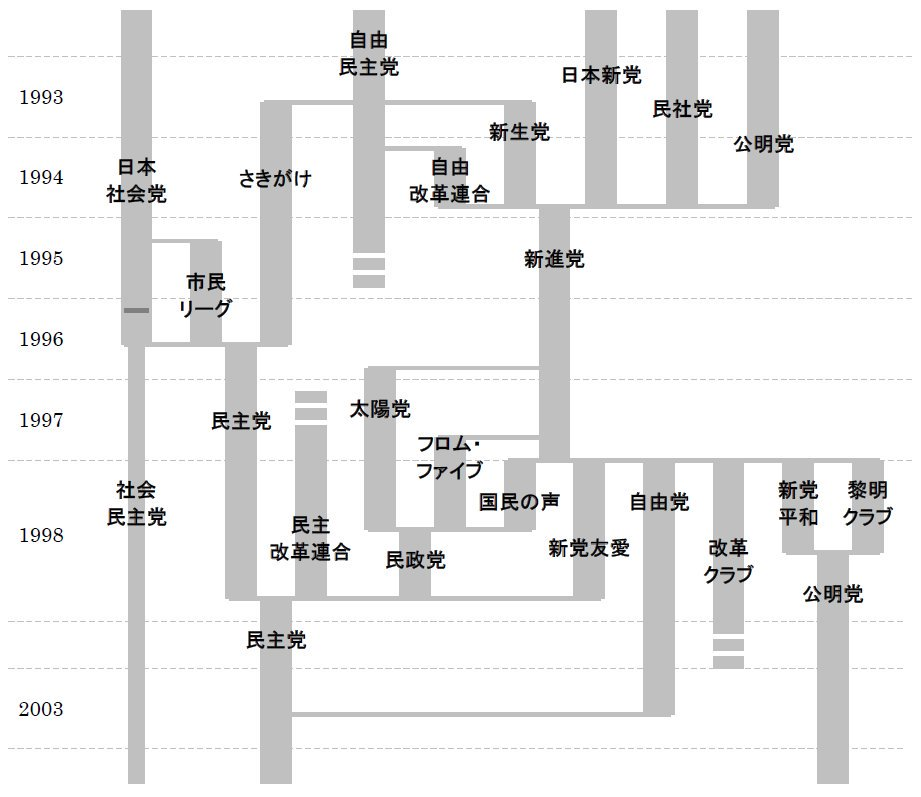
1990年代の政党の離合集散

### 連合の会
1987年（昭和62年）に発足した全日本民間労働組合連合会（全民労連、「連合」）は、1989年（平成元年）秋に官公労も加入した新しいナショナルセンター「日本労働組合総連合会」（連合）を発足することが確定し、労働組合の再編は既定路線となった。
労働界の再編に合わせて、非自民・非共産勢力の連携、とくに日本社会党と民社党の「社・民統一」を求める声が高まっていた。
第15回参議院議員通常選挙が迫る中で、連合は社・民両党に公明党と社会民主連合を含めた野党連携を仲介し、4野党の推薦する無所属統一候補の擁立を主導した。結果的に1人区を中心に12名の候補を擁立し、確認団体として同年6月9日に連合の会を発足した。代表は情報通信労働組合連合会会長の豊田稔、最高顧問には連合議長の竪山利文と、連合役員が就任した。
参院選では、消費税導入やリクルート事件など、国民の自民党への批判の受け皿となり、元職の中村鋭一（滋賀県選挙区）が返り咲き、擁立した新人（岡山県選挙区を除く）10名の計11名が当選し、躍進した。

### 連合参議院
参院選での躍進により同年8月1日、非改選であった山田耕三郎（滋賀県選挙区選出）とともに会派として連合参議院を結成（これにより参議院滋賀県の議席を連合参議院で独占）。代表には山田が就いた。これにより、連合の会の議員活動は連合参議院に事実上移行した。
1992年（平成4年）1月、連合参議院代表の山田が次期参院選への不出馬を表明し、代わって星川保松（参議院山形県選挙区）が就任した。前年1991年12月に参議院奈良県選挙区の新坂一雄が死去したが、翌年2月9日に施行された同選挙区の補欠選挙で公認候補の吉田之久（元衆議院議員、民社党から移籍）が当選し議席の継承に成功した。また同年3月8日に施行された参議院宮城県選挙区補欠選挙では連合の会公認候補の萩野浩基がそれぞれ初当選した。
しかし、その後の国際連合平和維持活動等に対する協力に関する法律案（PKO協力法案）を巡る野党間の対立から選挙協力が進まず、6月には星川とともに社会経済国民会議議長で元産経新聞社長の稲葉秀三が連合の会共同代表に就任する。
同年7月26日に施行された第16回参議院議員通常選挙では前回を上回る23人の公認候補を擁立し、基本的に日本社会党・民社党・社会民主連合が共同推薦（富山県選挙区（民社党が推薦に加わらず）と広島県選挙区（後述）が例外）する形となったが、広島県選出の現職であった小西博行（民社党から移籍。日本社会党は推薦に加わらず、代わりに公明党が推薦に加わっていた）を含む公認候補全員が落選する惨敗を喫し、党勢が一転して低迷する事となった。東京都選挙区で連合主導で無所属として擁立した俳優・タレントの森田健作は辛うじて当選したが、選挙後に森田は連合参議院には加わらず、民社党会派に加わった後に自民党へ入党している。

### 民主改革連合
- 1993年（平成5年）
  - 1月20日 - 参議院会派を民主改革連合に改称。引き続き代表は星川保松が務める。
  - 6月 - 政党としての連合の会も民主改革連合に改称した。
  - 7月 - 高井和伸（参議院岐阜県選挙区）が同月18日執行の第40回衆議院議員総選挙に日本新党公認で旧岐阜2区から鞍替え立候補（落選）のため、参議院議員を辞職。同日執行の参議院岐阜県選挙区補欠選挙には後継候補を擁立できず、同選挙区での議席を失う。
  - 8月 - 非自民・非共産連立政権である細川内閣に参画する。国務大臣としては起用されなかったが、政務次官として1名（乾晴美）が起用された。
  - 9月16日 - 日本新党と統一会派「日本新党・民主改革連合」を結成する。
  - 11月18日 - さらに新生党と統一会派「日本・新生・民主改革連合」を結成する。
- 1994年（平成6年） - 
  - 1月 - 中村鋭一が代表に就任する。
  - 2月4日 - 「民社党・スポーツ・国民連合」と統一会派「新緑風会」を結成する。
  - 4月 - 細川内閣退陣後に成立した羽田内閣にも引き続き参加。政務次官として2名（萩野浩基、古川太三郎）が起用された。
  - 12月に結成された新進党には参加しなかったが、代表の中村が会派を離脱して新進党に参加。民改連は磯村修が代表に就任した。
  - 12月1日 -民主改革連合を政党化する。
- 1995年（平成7年）
  - 7月23日 - 第17回参議院議員通常選挙。磯村代表、古川、粟森喬らを含め大部分が落選（星川前代表は社会党へ復党し公認を得たが落選）、当選者は2名に留まる（京都府選挙区の現職・笹野貞子と栃木県選挙区の新人・国井正幸）。
  - 磯村代表の落選を受けて､笹野貞子（参議院京都府選挙区）が代表に就任する。
  - 12月27日 - 5月、自社さ連立政権に反発して日本社会党を離党した衆議院議員の土肥隆一と吉岡賢治、参議院議員の本岡昭次が加入して、土肥は後に幹事長に就任する。
- 1996年（平成8年）
  - 1月16日 - 衆議院で院内会派「市民リーグ・民改連」を結成する。
  - 1月18日 - 無所属の楢崎弥之助が「市民リーグ・民改連」に入会する。
  - 9月18日 - 民主党設立委員会結成に伴い「市民リーグ・民改連」解散。楢崎とともに会派「民主改革連合」を結成する。
  - 10月20日 - 第41回衆議院議員総選挙。新進党から推薦を受け、兵庫3区で重複立候補した土肥が当選（兵庫5区から立候補した吉岡は落選）し内閣総理大臣指名選挙で小沢一郎新進党党首を支持する。
  - 11月16日 - 参議院で（旧）民主党との統一会派「民主党・新緑風会」を結成する。
- 1997年（平成9年）
  - 1月 - 社会民主党を離党した元副総理兼大蔵大臣の久保亘が入党して、最高顧問へ就任する。
  - 9月25日 - 新進党を離党した衆議院議員の北橋健治が入党する。土肥と合わせ所属議員2名となるが民改連としての衆議院会派は結成せず。
- 1998年（平成10年）
  - 1月8日 - 民主党、新党友愛、太陽党、国民の声、フロム・ファイブとともに院内会派「民主友愛太陽国民連合」（民友連）結成。
  - 1月23日 - 民友連3党（太陽党、国民の声、フロム・ファイブ）が民政党を結成する。
  - 4月27日 - 民友連4党（民主党、民政党、新党友愛、民改連）が統合し、（新）民主党を結成する。

## 代表（党首）の一覧

### 連合の会
| 代 | 代表 | 代表     | 在任期間                                        | 備考           |
| -- | ---- | -------- | ----------------------------------------------- | -------------- |
| 1  |      | 豊田稔   | 1989年（平成元年）6月9日 - 1992年（平成4年）1月 |                |
| 2  |      | 星川保松 | 1992年（平成4年）1月 - 1993年（平成4年）6月28日 | 連合参議院代表 |

### 連合参議院・民主改革連合
| 連合参議院代表 （1989 - 1993）   | 連合参議院代表 （1989 - 1993） | 連合参議院代表 （1989 - 1993） | 連合参議院代表 （1989 - 1993）                  | 連合参議院代表 （1989 - 1993） |
| 代                               | 代表                           | 代表                           | 在任期間                                        | 備考                           |
| -------------------------------- | ------------------------------ | ------------------------------ | ----------------------------------------------- | ------------------------------ |
| 1                                |                                | 山田耕三郎                     | 1989年（平成元年）8月1日 - 1992年（平成4年）7月 |                                |
| 2                                |                                | 星川保松                       | 1992年（平成4年）7月 - 1994年（平成6年）1月20日 |                                |
| 民主改革連合代表 （1993 - 1998） |                                |                                |                                                 |                                |
| 2                                |                                | 星川保松                       | 1993年（平成4年）1月20日 - 1994年（平成6年）1月 |                                |
| 3                                |                                | 中村鋭一                       | 1994年（平成6年）1月 - 1994年（平成6年）12月    |                                |
| 4                                |                                | 磯村修                         | 1994年（平成6年）12月 - 1995年（平成7年）7月    |                                |
| 5                                |                                | 笹野貞子                       | 1995年（平成7年）7月 - 1998年（平成10年）4月    |                                |

## 役員一覧

### 連合の会
| 代表                    | 代表世話人 | 最高顧問 |
| ----------------------- | ---------- | -------- |
| 豊田稔                  | -          | 竪山利文 |
| 星川保松                | -          | -        |
| 星川保松 （代表世話人） | 稲葉秀三   | -        |

### 連合参議院・民主改革連合
| 代表       | -                   | 幹事長     | 政策審議会長 | 国会対策委員長 | -        |
| ---------- | ------------------- | ---------- | ------------ | -------------- | -------- |
| 山田耕三郎 | -                   | 中村鋭一   | 笹野貞子     | 粟森喬         | -        |
| 代表       | 副代表              | 事務総長   | 政策審議会長 | 国会調整委員長 | -        |
| 山田耕三郎 | 中村鋭一 笹野貞子   | 星川保松   | 古川太三郎   | 井上哲夫       | -        |
| 星川保松   | 池田治 井上哲夫     | 古川太三郎 | 高井和伸     | 粟森喬         | -        |
| 中村鋭一   |                     |            |              | 粟森喬         | -        |
| 代表       | 副代表              | 幹事長     | 政策審議会長 | 国会調整委員長 | -        |
| 磯村修     | 井上哲夫 古川太三郎 | 池田治     |              | 粟森喬         | -        |
| 代表       | 副代表              | 幹事長     | 政策審議会長 | 国会対策委員長 | 最高顧問 |
| 笹野貞子   | 国井正幸            | 池田治     |              |                | -        |
| 笹野貞子   | 池田治              | 土肥隆一   | 本岡昭次     | 北橋健治       | 久保亘   |

## 政権ポスト
- 1993年8月9日：細川内閣
  - 政務次官
    - 科学技術政務次官：乾晴美
- 1994年4月28日：羽田内閣
  - 政務次官
    - 科学技術政務次官：萩野浩基
    - 国土政務次官：古川太三郎

## 党勢の推移

### 衆議院
| 選挙         | 当選/候補者 | 定数 | 備考                |
| ------------ | ----------- | ---- | ------------------- |
| （結成時）   | 0/-         | 512  | 第41回総選挙前には2 |
| 第41回総選挙 | 1/3         | 500  |                     |

### 参議院
| 選挙           | 当選/候補者 | 非改選 | 定数 |
| -------------- | ----------- | ------ | ---- |
| （結成時）     | 1/-         | -      | 252  |
| 第15回通常選挙 | 11/12       | 0      | 252  |
| 第16回通常選挙 | 0/20        | 11     | 252  |
| 第17回通常選挙 | 2/10        | 0      | 252  |

（参考文献：石川真澄（一部山口二郎による加筆）『戦後政治史』2004年8月、岩波書店・岩波新書、ISBN 4-00-430904-2）
- 当選者に追加公認は含まず。追加公認には会派に加わった無所属を含む。

## 所属議員一覧
| 連合参議院から参加                     | 連合参議院から参加                     | 連合参議院から参加                     | 連合参議院から参加                     | 連合参議院から参加                     |
| 第14回参議院議員通常選挙（1986年）当選 | 第14回参議院議員通常選挙（1986年）当選 | 第14回参議院議員通常選挙（1986年）当選 | 第14回参議院議員通常選挙（1986年）当選 | 第14回参議院議員通常選挙（1986年）当選 |
| -------------------------------------- | -------------------------------------- | -------------------------------------- | -------------------------------------- | -------------------------------------- |
| 山田耕三郎 滋賀県選挙区                |                                        |                                        |                                        |                                        |
| 第15回参議院議員通常選挙（1989年）当選 |                                        |                                        |                                        |                                        |
| 中村鋭一 滋賀県選挙区                  | 星川保松 山形県選挙区                  | 磯村修 山梨県選挙区                    | 粟森喬 石川県選挙区                    | 古川太三郎 福井県選挙区                |
| 高井和伸 岐阜県選挙区                  | 井上哲夫 三重県選挙区                  | 笹野貞子 京都府選挙区                  | 新坂一雄 奈良県選挙区                  | 乾晴美 徳島県選挙区                    |
| 池田治 愛媛県選挙区                    |                                        |                                        |                                        |                                        |
| 補欠選挙当選                           |                                        |                                        |                                        |                                        |
| 吉田之久 奈良県選挙区                  | 萩野浩基 宮城県選挙区                  |                                        |                                        |                                        |
| 民主改革連合から参加                   |                                        |                                        |                                        |                                        |
| 第17回参議院議員通常選挙（1995年）当選 |                                        |                                        |                                        |                                        |
| 国井正幸 栃木県選挙区                  |                                        |                                        |                                        |                                        |
| 他政党・無所属より入党                 |                                        |                                        |                                        |                                        |
| 衆議院議員                             |                                        |                                        |                                        |                                        |
| 土肥隆一 旧兵庫1区→兵庫3区             | 吉岡賢治 旧兵庫5区                     | 北橋健治 福岡9区                       |                                        |                                        |
| 参議院議員                             |                                        |                                        |                                        |                                        |
| 本岡昭次 兵庫県選挙区                  | 久保亘 鹿児島県選挙区                  |                                        |                                        |                                        |

1. ↑  改選期にあたる第16回参議院議員選挙に立候補せず、引退。
2. ↑  1994年12月に離脱し新進党結成に参加。
3. ↑  日本社会党から立候補した第17回参議院議員選挙で落選。
4. 1 2 3 4 5 6  第17回参議院議員選挙で落選。
5. ↑  任期途中、1993年の第40回衆議院議員総選挙に日本新党公認で立候補のため辞職（落選）。その後新進党へ入党。
6. ↑  任期途中の1991年12月28日、死去。
7. ↑  新坂一雄の死去に伴う、1992年2月9日の補欠選挙で当選。その後、同年8月に離脱し民社党へ復党。
8. ↑  栗村和夫の死去に伴う、1992年3月8日の補欠選挙で当選。第17回参議院議員選挙で落選し、その後新進党へ入党し第41回衆議院議員総選挙で当選。さらに自由民主党へ入党。

## 解党後
- 1998年4月の民友連4党が民主党へ移行した際に、現職議員として民主改革連合に残っていたのは、笹野、久保、本岡、土肥、北橋の5人で、国井は民主党に参加せず、自由民主党へ入党している。
- 過去に落選した元議員のうち、古川、吉岡、乾はその後民主党（ただし、古川は民改連が合流する前の旧民主党）へ参加し、各種国政選挙に党公認候補として議員復帰を目指したが、いずれも落選している。